# L'ultimo combattimento di Chen
L'ultimo combattimento di Chen (in cinese: 死亡遊戲T, 死亡游戏S, Sǐwáng YóuxìP, Sei5 Mong4 Jau4 Hei3J, in inglese Game of Death, lett. "Gioco della morte") è un film hongkonghese di arti marziali, filmato tra agosto e ottobre 1972. Il film, che è stato diretto, sceneggiato, prodotto e interpretato dal celebre Bruce Lee, viene ricordato per essere l'ultimo progetto cinematografico dell'attore hongkonghese in quanto lo stesso morì durante la realizzazione del film.

## Trama
Il campione di kung-fu Billy Lo è ormai un affermato attore cinematografico che però, come la fidanzata e attrice statunitense Ann Morris, è minacciato dal racket delle estorsioni che si nasconde dietro ad un sindacato. Consigliato dall'amico giornalista Jim Marshall di non piegarsi ai ricatti del dottor Land, viene colpito, con l'intento di ucciderlo, da un sicario. La vittima si finge morta e dopo essersi ristabilita con nuovi connotati dà inizio alla sua vendetta contro l'organizzazione criminale.

## Progetto
Nel 1972 Bruce Lee è all'apice del successo cinematografico in tutta l'Asia. Ha 3 film di successo all'attivo, di cui uno da regista. Forte quindi di questa fama, vuol realizzare un film molto personale del quale intende curare ogni aspetto (come già avvenuto per il suo terzo film, di cui è stato anche co-produttore con la sua Concord Production Inc.), ma la lavorazione viene interrotta quando la Warner Brothers gli propone il film che lo lancerà sul mercato statunitense I 3 dell'Operazione Drago, diretto da Robert Clouse.
Finito quel film, Lee vorrebbe tornare a lavorare sul suo progetto, The Game of Death (in cinese: 死亡的遊戲T), dietro i cui combattimenti (tutti coreografati dallo stesso Lee prima dell'interruzione suddetta) si cela una forte componente filosofica. Il protagonista, infatti, si vede rapiti i propri familiari per costringerlo ad affrontare degli avversari sempre più forti all'interno di una pagoda dove è custodito un misterioso tesoro che fa gola ai mafiosi coreani. Salire i vari piani corrisponderà ad un'ascesa spirituale per la quale il protagonista dovrà lottare più con se stesso che contro i suoi nemici. Lee vuole portare sullo schermo la sua concezione filosofica delle arti marziali, cioè che non ci si deve fossilizzare in schemi fissi ma essere flessibili e mutevoli. Mentre i nemici sono fermi nelle loro conoscenze marziali, il protagonista è flessibile e sarà quindi in grado di affrontarli tutti. La prima inquadratura che Lee ha in mente è quella di una foresta colpita da una tempesta di neve. Alla fine della tormenta gli alberi più rigidi si sono spezzati sotto il peso della neve, mentre quelli più flessibili e pieghevoli sono sopravvissuti e quando la neve si scioglie tornano dritti. A riprova dell'idea di Lee che l'adattabilità favorisce la sopravvivenza, in obbedienza all'antica massima filosofica orientale secondo la quale "La lingua è soffice e si mantiene, i denti sono duri e cadono".
Lee sceglie l'ambientazione (il tempio buddhista di Beopjusa, in Corea del Sud, famoso per la sua statua bronzea del Buddha alta 33 metri e visibile come location in altri film di arti marziali girati successivamente), ma le scene che fa in tempo a girare sono negli studi della Golden Harvest ad Hong Kong, nella vera pagoda non metterà mai piede poiché morirà cinque giorni prima di recarvisi; sceglie gli attori (il collega James Tien, il karateka Cheh Yueh, che morirà nel 1977 similmente a Bruce, e che aveva già interpretato ruoli secondari in numerosi film come Il braccio violento del Kung-Fu/The Good & the Bad, nel 1972; gli amici Dan Inosanto, esperto di arti marziali filippine, suo allievo ma anche suo insegnante di nunchaku, Ji Han Jae, cintura d'oro di hapkido coreano, l'attore coreano Hwang In-shik,Taky Kimura (un altro dei suoi primi allievi) e Kareem Abdul-Jabbar, campione di basket e suo allievo), e scrive in 12 pagine la sceneggiatura. Decide anche l'ordine delle discipline dei vari piani: Wing chun, Mantis, Escrima, Tae Kwon Do, Hapkido e per finire, Jeet Kune Do.
Comincia le riprese, lunghe ed estenuanti in quanto Lee eccede spesso nel perfezionismo, e piuttosto che fare un altro film alla maniera di Hong Kong preferisce farne uno alla propria maniera. Sfortunatamente, Lee riesce a girare solo 36 minuti e 40 secondi: il 20 luglio 1973 Bruce Lee muore, ed il progetto sembra destinato ad essere dimenticato, anche per via della strana aria di malasorte che ammanta la sua figura in seguito alla sua fine mai del tutto chiarita.

### Realizzazione
Nel 1977, a quattro anni dalla morte di Lee, la richiesta per i film di arti marziali è quasi scemata del tutto, ma la fame del pubblico verso Bruce Lee sopravvive alle mode. La casa distributrice Golden Harvest, che detiene i diritti dei film di Bruce Lee, decide così di riutilizzare parte del materiale girato, anche se incompiuto. Si assicura la partnership della Columbia per la distribuzione USA e parte con le riprese del film.
Chiama il regista statunitense Robert Clouse, che già aveva lavorato con Lee in I tre dell'Operazione Drago, e gli chiede di dirigere un film basato su una sceneggiatura ricostruita appositamente intorno ai pochi minuti di materiale utilizzabile girato da Lee in vita. A scriverla è lo stesso Clouse con lo pseudonimo di Jan Spears. Per i combattimenti viene chiamato un noto maestro d'armi che nello stesso periodo si sta affermando come attore in Asia: Sammo Hung Kam-Bo. Questi porta con sé i suoi stuntman di comprovata qualità (Yuen Biao, Yuen Wah, Mars, ecc.) e coreografa i combattimenti del film (partecipandovi anche in uno di persona, nel ruolo dell'avversario del karateka americano Karl Miller sul ring).
Nasce così il film Game of Death, che usa in modo improprio il titolo che Lee aveva dato al proprio progetto. In Italia viene chiamato L'ultimo combattimento di Chen, riferendosi al nome del protagonista di Dalla Cina con furore e dei successivi, come distribuzione, Il furore della Cina colpisce ancora e L'urlo di Chen terrorizza anche l'occidente (nei quali i personaggi di Lee erano ribattezzati Chen in seguito al successo appunto di Dalla Cina con furore).
A film finito, la scrematura di Clouse riduce e riadatta le registrazioni originali di Lee a soli 11 minuti e 39 secondi, tagliando cioè le inquadrature e le sequenze in cui Lee non è solo ma assieme a due partner (James Tien e Cheh Yueh), mentre nella versione attuale egli combatte da solo nella pagoda. In tutto il resto della pellicola si alternano tre sosia (il coreano Kim Tai Jong, noto anche come Tong Lung, Yuen Biao e il cinese Chen Yao Po) poiché era impossibile trovarne uno solo che avesse tutte le qualità atletico–artistiche di Lee; si usano fotogrammi dei vecchi film, ritoccati e nuovamente doppiati, come nel secondo e terzo gongfu; si mettono in atto vari trucchi visivi per far finta che Lee abbia veramente partecipato alle riprese.
Il budget dell'operazione di recupero del film fu colossale per il cinema di Hong Kong: due milioni di dollari.

### Riscoperta
Negli anni si era persa memoria delle registrazioni originali di Bruce Lee e si credeva che ormai rimanessero solo quei pochi minuti inseriti nel film di Robert Clouse; pochi altri, al contrario, supponevano però che esistessero ancora le pellicole originali.
Nel 1994 Linda Lee Cadwell (vedova di Bruce) chiede al giornalista e documentarista John Little di aiutarla a sistemare alcuni materiali originali di Lee nel suo ripostiglio di Boise, nell'Idaho. Qui Little dice di aver fatto una scoperta incredibile: in un cassetto trova alcuni appunti della "scaletta" originale scritta da Lee, con relative note per inquadrature e coreografie. La sceneggiatura non esiste. In realtà sembra che sia stata Linda a dare il materiale a Little che vola ad Hong Kong ed insieme al giornalista britannico Bey Logan comincia a setacciare i vecchi magazzini della casa produttrice Golden Harvest.
Passano sei anni e la ricerca ha successo: le pellicole originali, girate da Lee pochi mesi prima di morire, sono ritrovate. Anche qui secondo quanto detto da Little mentre altri studiosi di Lee sostengono che il materiale girava da tempo ma nessuno lo voleva. Fu offerto anche a Fred Weintraub, co-produttore di Enter the Dragon.
Nel 2000 John Little realizza il documentario Bruce Lee - La leggenda (Bruce Lee: A Warrior's Journey), dove per la prima volta dal 1972 vengono riproposti in versione integrale i 36 minuti e 40 secondi di registrazioni originali di Lee, insieme ad interviste dei protagonisti dell'epoca; circa due minuti che introducevano queste scene sono andati persi nella catena di montaggio e non ancora ritrovati. Inoltre nei contenuti speciali del DVD del documentario è inserito il cortometraggio La storia girato da John Little in Corea del Sud dove vengono prodotte le parti non girate del film originale secondo le indicazioni di Lee. La ricerca iniziata nell'autunno del 1994 durante una raccolta di volumi tratti dagli scritti di Lee vengono ritrovate le sceneggiature originali con i suoi appunti e le coreografie. Gli appunti confermano ciò che molti sospettavano ossia che Lee aveva girato molto più materiale di quanto fosse stato visto fino a quel momento. Tra i suoi appunti riguardanti le coreografie emerge un'altra sorpresa, un manoscritto di dodici pagine che contiene la sinopsi del film con tutti i disegni dei combattimenti e una selezione dei dialoghi. Nel cortometraggio La Storia, riproducendosi solamente le 12 pagine della sinopsi ritrovate da John Little che seppur abbia ricevuto molti elogi per avere riprodotto fedelmente quanto da lui ritrovato, ebbe anche molte critiche per avere trascurato altri dettagli del film incompiuto, al di fuori della sinopsi ritrovata.

## Produzione
La produzione del film, le cui scene furono girate nel 1972, è della Concord Production Inc.; il materiale aggiuntivo, dopo la morte di Bruce Lee, fu prodotto dalla Golden Harvest. Bruce Lee, essendo il responsabile della parte creativa della Concord Production Inc. (Raymond Chow si occupò della parte amministrativa), oltre a scrivere la sceneggiatura del film ne curò la regia, la scenografia, la coreografia, la fotografia e le luci, oltre che interpretarne il ruolo principale. Voleva creare un film d'impronta filosofica sulle arti marziali. Tuttavia la lavorazione s'interruppe nell'ottobre 1972 quando cominciò a lavorare sulle riprese del film seguente, I 3 dell'Operazione Drago (girato poi tra gennaio e aprile 1973), ripromettendosi di riprendere il film autoprodotto nel settembre 1973; non visse abbastanza per poterlo terminare. Nell'autunno del 1978 la Golden Harvest riscrisse completamente il film e trascurando le intenzioni originarie di Lee fu completato con una controfigura e talvolta addirittura con un ritaglio di cartone raffigurante la sua immagine. Egli appare realmente sullo schermo per soli dodici minuti, un tempo molto ridotto rispetto alla totalità del film, tanto che molti critici cinematografici non lo considerano neppure un suo film; nel resto, prodotto dalla Golden Harvest, infatti non compare affatto l'autentico Bruce Lee. Solo alla riscoperta del materiale inedito, poi pubblicato nel documentario Bruce Lee - La leggenda, seguendo le indicazioni dello stesso Lee, è possibile finalmente assistere alle azioni sceniche compiute dalla sua figura reale. Il materiale inedito, dopo, è stato anche inserito, senza i tagli predisposti da Lee, in un altro documentario Bruce Lee in G.O.D 死亡的遊戯 (2000) insieme ad intervista e un cortometraggio che racconta il dietro le quinte del film incompiuto. Questo documentario giapponese non è uscito in Italia, negli USA è stato distribuito nel 2003.
Il duello nello spogliatoio fu girato, nel ruolo di Billy Lo/Bruce Lee, dallo stuntman Yuen Biao, amico d'infanzia di Jackie Chan e Sammo Hung e negli anni '80 famosa star delle commedie d'azione assieme a loro.
Benché elencato nei credits di alcune versioni, l'attore e marzialista Casanova Wong (Ca Sa Fa) non si vede; la sua scena di lotta con Billy Lo nella serra, qui tagliata al montaggio, verrà riciclata nel sequel apocrifo L'ultima sfida di Bruce Lee. È comunque una scena con il sosia di Lee.
L'attore Kim Tai Chung, una delle tre controfigure di Lee selezionate da Sammo Hung per completare questo film, sarà protagonista un paio di anni dopo del sopra citato sequel apocrifo.

## Distribuzione
Il film venne distribuito nel 1978 dalla Golden Harvest ad Hong Kong e dalla Columbia in USA, ottenendo un buon successo ovunque. In Italia, distribuito dalla Titanus senza molta promozione né convinzione il 25 agosto 1978, cioè nella stagione tardiva della chiusura estiva delle sale, il film ottiene comunque un sorprendente esito catalizzando nelle sale oltre 119.000 spettatori ed arrivando al secondo posto della top-ten della stagione estiva.
Il film uscì a Hong Kong con un finale più lungo (Billy e la sua donna vanno via sul traghetto salutati da Gig Young), tagliato nella versione occidentale, e con titoli di testa e di coda diversi.
In Italia il film fu secondo negli incassi del periodo in cui uscì, nel 1979, e fu visto da oltre centosedicimila spettatori nelle sole prime-visioni.
A Hong Kong fu tra i primi cinque incassi con circa tre milioni e mezzo di dollari, più o meno quanto aveva incassato nel 1973 I 3 dell'Operazione Drago. Attualmente tutti i diritti italiani dei films di Bruce Lee sono di proprietà della Indaco Pictures Srl.

## Colonna sonora
Le musiche del film, composte da John Barry, sono raccolte nelle 17 tracce seguenti:
1. Bruce Lee Theme
2. Will This Be The Song I'll Be Singing Tomorrow
3. Gathering Speed
4. A Matter Of Survival
5. Will This Be The Song I'll Singing Tomorrow
6. Main Title-Bruce Lee Theme
7. Everything At Hand
8. The Game Of Death
9. Will This Be The Song I'll Be Singing Tomorrow
10. End Title/Final Justice
11. Face Off With Hakim
12. The Game Of Death (Cantonese)
13. The Game Of Death (Mandarin)
14. Alone In The Night
15. Letter To My Brother
16. Fallen Hero's
17. Tower Of Death